# Brekstad
Brekstad es una localidad de Noruega, capital municipal de Ørland de la provincia de Trøndelag. A 1 de enero de 2017 tenía una población estimada de 2066 habitantes.
Se encuentra ubicada en la parte central del país, cerca del fiordo de Trondheim y de la costa del mar de Noruega. 